# FASZ Pirszósz Grevenón
A FASZ Pirszósz Grevenón (görögül: Φ.Α.Σ. Πυρσός Γρεβενών, magyar átírásban: FASZ Pirszósz Grevenón, nemzetközi nevén: Pyrsos Grevena FC) egy görög labdarúgóklub, melynek székhelye Grevenában található.

## Története
A klubot 1928-ban alapították. Jelenleg a görög harmadosztályban játszik, miután a 2007–2008-as szezonban megnyerte a negyedosztály 3. csoportját. Korábban szerepelt a másodosztályban is az 1971–1972-es és az 1972–1973-as idényben. A második vonalnál magasabb osztályba nem jutott el. A második ligából való kiesése után az 1986–1987-es szezonig a harmadosztályban játszott, majd a bajnokság végén utolsó helyezettként esett ki. A félprofi negyedosztályból 2008-ban jutott fel a legalacsonyabb szintű nemzeti bajnokságba, a Gamma Ethnikíbe.

## Külső hivatkozások
- Hivatalos honlap (görögül)